# Paul Verlaine
Paul Verlaine (verlén), francoski pesnik, * 30. marec 1844, Metz, † 8. januar 1896, Pariz.

## Življenjepis
Paul Verlaine se je rodil leta 1844 v družini častnika. Študiral je pravo, postal uradnik pariškega magistrata in se posvečal književnemu delu. Leta 1870 se poročil, vendar že 1871 zapadel vplivu mladega Rimbauda in z njim odšel v Belgijo in Anglijo. Leta 1873 je Rimbauda v prepiru s streli iz pištole ranil, bil obsojen in zaprt. Po spreobrnitvi h katoličanstvu se je vrnil v Pariz ter živel boemsko do smrti leta 1896.

## Dela
Verlaine je izšel iz kroga »parnasovcev« (skupine francoskih pesnikov iz konca 19. stoletja, ki so izdajali almanah Sodobni parnas; bili so nasprotniki romantike in zagovorniki čiste umetnosti), vendar se je kmalu usmeril v osebno izpovedno in razpoloženjsko liriko novoromantičnega tipa. V vsebini in obliki je ostal navezan na romantično izročilo krajše čustvene ali celo sentimentalne pesmi, vendar jo je izpopolnil z estetskimi pridobitvami dekadence in simbolizma. Pomembna je njegova prenovitev verzne muzikalnosti, ki jo je gojil v rahlih, spevnih oblikah, pa tudi impresionistična tehnika njegove razpoloženjske pesmi. S Pesniško umetnostjo (Art poétique, 1884) je programsko utiral pot simbolizmu.
Verlainovo književno delo obsega pesmi, objavljene v zbirkah: 
- Saturnijske pesmi (Poèmes saturniens, 1866)
- Galantna slavja (Fêtes galantes, 1869)
- Romance brez besed (Romances sans paroles, 1874)
- Modrost (Sagesse, 1881)
- Nekoč in nedavno (Jadis et naguère, 1884)
- Vzporedno (Parallèlement, 1889)